# Прибойный (Иркутская область)
Прибойный — посёлок в Братском районе Иркутской области России. Административный центр Прибойнинского сельского поселения. Находится на правом берегу реки Ангара, примерно в 108 км к юго-востоку от районного центра, города Братска, на высоте 408 метров над уровнем моря.

## Население
По данным Всероссийской переписи, в 2010 году численность населения посёлка составляла 674 человек (327 мужчин и 347 женщин).

## Улицы
Уличная сеть посёлка состоит из 14 улиц и 2 переулков.